# La Sala de Linya
La Sala de Linya és una masia de Navès (Solsonès) inclosa a l'Inventari del Patrimoni Arquitectònic de Catalunya.

## Descripció
Edifici civil. Masia orientada est - oest. És un conjunt de dos edificis, adossats l'un a l'altre. Tots dos són de planta rectangular i amb teulada de doble vessant. La façana principal, de cara a l'est, té grans galeries obertes amb arcades. La porta és d'arc de mig punt i l'accés es realitza a través d'una sèrie d'esgraons. A la paret sud, hi ha la façana de la construcció primitiva. Porta d'arc de mig punt adovellat. Grans finestrals d'arc de mig punt al centre i en els dos pisos i finestres rectangulars amb llinda de pedra al costats.
Parament de pedres irregulars, amb les cantonades i les llindes de pedres tallades i picades. Adossada a la casa, la capella de Sant Andreu. Planta baixa amb volta. Al seu interior es troba el Retaule barroc del segle xviii amb la imatge de Sant Andreu al centre i el Panteó familiar, situat al mig de la nau, de pedra picada i dues tapes amb l'escut de la Sala al mig.
Arcs i voltes de la masia: a la planta baixa de la Sala de Linya, té el sostre cobert de voltes de canó. En el lloc on es troba el cup del vi, s'hi poden veure una sèrie d'arcs ogivals, resseguits per dovelles, que arrenquen dels murs i van a parar al centre de la volta; sembla un element de reforç per aguantar la volta.
Premsa de vi encastada a la paret est de la casa, de fusta. A la planta baixa de la casa hi ha tota la canalització i els cups corresponents a la premsa. Els grans bocois de vi, fets de fusta, porten les marques dels seus fabricants.

## Història

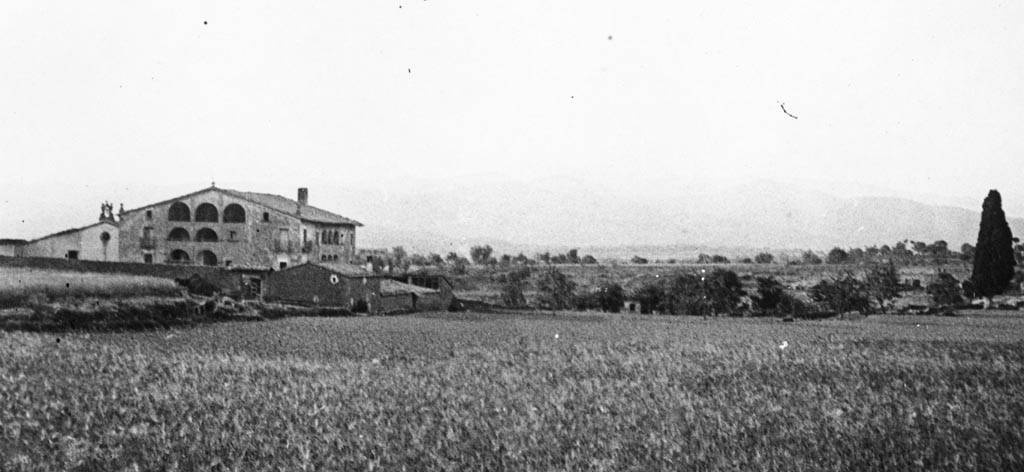
La Sala de Linya en una fotografia d'entre 1890 i 1923

Les primeres notícies que es tenen de La Sala de Linya són del segle xix. Hi ha hagut reformes successives al llarg del segle xvi i principalment, al segle xviii, que és quan es va modificar i reformar la façana de la casa.
Del llinatge de La Sala, en sortiren grans personalitats entre d'elles un virrei de les Indies, del qual es conserva encara el seu retrat a la casa. També Ignasi Sala (1686), enginyer de les tropes franco-espanyoles que sostenien la causa de Felip V, que va morir a Madrid l'any 1754 i que va traduir al castellà el Tratado de la defensa de las plazas de Vauban.
Arcs i voltes de la masia: possiblement les arquivoltes pertanyen a l'època de la primera reforma.